# Pavlodarivka, Bratske
Pavlodarivka (în ucraineană Павлодарівка) este un sat în comuna Mîkolaiivka din raionul Bratske, regiunea Mîkolaiiv, Ucraina.

## Demografie
Componența lingvistică a localității Pavlodarivka
     Ucraineană (80,56%)
     Rusă (13,89%)
     Română (2,78%)
Conform recensământului din 2001, majoritatea populației localității Pavlodarivka era vorbitoare de ucraineană (80,56%), existând în minoritate și vorbitori de rusă (13,89%), găgăuză (2,78%) și română (2,78%).